# Saint-Pierre-de-Colombier
Saint-Pierre-de-Colombier ist eine französische Gemeinde im Département Ardèche in der Region Auvergne-Rhône-Alpes. Sie gehört zum Kanton Haute-Ardèche im Arrondissement Largentière. Die Bewohner nennen sich Colombièrois.

## Geografie
Der Bourges fließt bei Saint-Pierre-de-Colombier als linker Nebenfluss in die Fontolière. Nachbargemeinden sind Burzet im Norden, Labastide-sur-Bésorgues im Nordosten, Juvinas im Osten, Chirols im Südosten, Meyras im Süden, Thueyts im Südwesten und Montpezat-sous-Bauzon im Westen. 

## Bevölkerungsentwicklung
| Jahr                       | 1962 | 1968 | 1975 | 1982 | 1990 | 1999 | 2008 | 2019 |
| -------------------------- | ---- | ---- | ---- | ---- | ---- | ---- | ---- | ---- |
| Einwohner                  | 546  | 454  | 373  | 385  | 388  | 382  | 390  | 430  |
| Quellen: Cassini und INSEE |      |      |      |      |      |      |      |      |

## Sehenswürdigkeiten
- Kirche Saint-Pierre aus dem 19. Jahrhundert
- Schulhaus aus dem Jahr 1890